# Peter Pan (Anime)
 For alternative betydninger, se Peter Pan (flertydig). (Se også artikler, som begynder med Peter Pan)
Peter Pan (ピーターパンの冒険 Pītā Pan no Bōken, ') er en anime-serie af Nippon Animation, instrueret af  Yoshio Kuroda, som første gang blev sendt i Japan på Fuji Television mellem 15. januar 1989 og 24. december 1989, og den er også populær i Storbritannien.
| Anime eller manga | Spire Denne artikel om en anime og/eller manga er en spire som bør udbygges. Du er velkommen til at hjælpe Wikipedia ved at udvide den. |